# Linia kolejowa nr 902
Linia kolejowa nr 902 – pierwszorzędna, jednotorowa, zelektryfikowana linia kolejowa łącząca stację Warszawa Wschodnia Osobowa z posterunkiem odgałęźnym Warszawa Antoninów. Linia obejmuje tor 2P na danych posterunkach.
Linia w całości została ujęta w kompleksową sieć transportową TEN-T, a na odcinku Warszawa Wschodnia Osobowa – Warszawa Podskarbińska (4,950 – 5,988) do bazowej pasażerskiej.
Kilometraż linii w miejscu, gdzie rozpoczyna swój bieg, pokrywa się z kilometrażem linii kolejowej Warszawa Zachodnia – Terespol.